# Phyllophaga subpruinosa
Phyllophaga subpruinosa är en skalbaggsart som beskrevs av Thomas Casey 1884. Phyllophaga subpruinosa ingår i släktet Phyllophaga och familjen Melolonthidae. Inga underarter finns listade i Catalogue of Life.